# Xanthorhoe alpinata
Xanthorhoe alpinata är en fjärilsart som beskrevs av Hoffmann 1911. Xanthorhoe alpinata ingår i släktet Xanthorhoe och familjen mätare. Inga underarter finns listade i Catalogue of Life.